# Exocarya sclerioides
Exocarya es un género monotípico de plantas herbáceas de la familia de las ciperáceas. Su única especie, Exocarya sclerioides, es originaria de Angola.

## Descripción
Es una especie anual, casi glabra excepto las  hoja-vainas basales. Los tallos de 20-40 cm de largo, delgados. Hojas de 20-26 cm con panícula , con numerosas espiguillas; brácteas con cerdas, más largos que los clusters. Espiguillas de 12 cm de largo, de color marrón amarillento marcados con el color castaño. El fruto es una nuez obovoide, blanco, verrugoso tuberculado.

## Taxonomía
Exocarya sclerioides fue descrita por (F.Muell.) Benth.   y publicado en Hooker's Icones Plantarum 13: t. 1206. 1877.
Sinonimia
- Cladium sclerioides F.Muell.
- Exocarya montivaga Domin
- Scleria ustulata F.M.Bailey[3]